# Provincia de Osh
La provincia de Osh (en kirguís: Ош облусу) es una provincia (óblast) de Kirguistán. Su capital es Osh.

## Demografía
| Gráfica de evolución de Provincia de Osh entre 2005 y 2016 |
|                                                            |

Mientras que en todo el país la población uzbeka representa el 14,5% del total, en la provincia de Osh esta cifra alcanza el 50% de la población.

## Revuelta en Osh (1990)
En 1989, los uzbekos que vivían en Osh, provincia de la República Socialista Soviética de Kirguistán, reclamaron derechos de carácter nacionalista, como la creación de una región autónoma. Los kirguises formaron a su vez una asociación contraria provocando fuertes tensiones entre las dos etnias. Asimismo, el conflicto también estaba influido por el problema de la redistribuición de las tierras agrícolas fértiles, así como el de la distribución de tierra para la construcción de viviendas.
La combinación de los problemas económicos con las tensiones étnicas se convirtió en un conflicto abierto en junio de 1990. El 4 de junio, kirguises y uzbekos se reunieron en una parcela de tierra en disputa, y la milicia local utilizó fuerza letal para dispersar a la multitud, lo que provocó tumultos por el control de la tierra y llevó a su vez a la lucha étnica generalizada.
Como respuesta a estos hechos, el 6 de junio, y a fin de controlar el conflicto, las tropas de la URSS entraron en la zona y se estacionaron en las ciudades. La frontera entre Uzbekistán y Kirguistán fue cerrada para evitar que los uzbekos de la vecina República Socialista Soviética de Uzbekistán se unieran a las revueltas.
Según las cifras oficiales, se cometieron 5000 delitos, hubo 300 personas fallecidas, más de 1000 heridos, y cientos de casas fueron destruidas.

## Distritos
La provincia de Osh se subdivide en siete distritos (raiones):
| Distritos              | Capital       | Población |
| ---------------------- | ------------- | --------- |
| Distrito de Uzgen      | Uzgen         | 202.300   |
| Distrito de Kara-Suu   | Kara-Suu      | 321.500   |
| Distrito de Aravan     | Aravan        | 98.300    |
| Distrito de Nookat     | Nookat        | 215.000   |
| Distrito de Chong-Alay | Daroot-Korgon | 23.600    |
| Distrito de Alay       | Gulcha        | 65.200    |
| Distrito de Kara-Kulja | Kara-Kulja    | 74.100    |